# Plakala
Plakala este un sat din comuna Pljevlja, Muntenegru. Conform datelor de la recensământul din 2003, localitatea are 4 locuitori (la recensământul din 1991 erau 7 locuitori).

## Demografie
În satul Plakala locuiesc 4 persoane adulte, iar vârsta medie a populației este de 74,8 de ani (74,5 la bărbați și 75,0 la femei). În localitate sunt 2 gospodării, iar numărul mediu de membri în gospodărie este de 2,00.
Populația localității este foarte eterogenă.
|  |

| Demografie | Demografie | Demografie |
| An         | Locuitori  | Locuitori  |
| ---------- | ---------- | ---------- |
|            |            |            |
|            |            |            |
|            |            |            |
|            |            |            |
| 1948       | 23         |            |
| 1953       | 40         |            |
| 1961       | 34         |            |
| 1971       | 21         |            |
| 1981       | 16         |            |
| 1991       | 7          | 7          |
| 2003       | 4          | 4          |

| \| Componența etnică conform recensământului din 2003[2] \| Componența etnică conform recensământului din 2003[2] \| Componența etnică conform recensământului din 2003[2] \| Componența etnică conform recensământului din 2003[2] \| Componența etnică conform recensământului din 2003[2] \| \| ----------------------------------------------------- \| ----------------------------------------------------- \| ----------------------------------------------------- \| ----------------------------------------------------- \| ----------------------------------------------------- \| \| \| \| \| \| \| \| Muntenegreni \| Muntenegreni \| \| 2 \| 50% \| \| Sârbi \| Sârbi \| \| 2 \| 50% \| \| necunoscută \| necunoscută \| \| 0 \| 0% \| |              |  |   |     |
| Componența etnică conform recensământului din 2003 |              |  |   |     |
| |              |  |   |     |
| Muntenegreni | Muntenegreni |  | 2 | 50% |
| Sârbi | Sârbi        |  | 2 | 50% |
| necunoscută | necunoscută  |  | 0 | 0%  |